# روزيكا سوكيتش
روزيكا سوكيتش (بالصربية: Ружица Сокић)‏ ‏ (1934-2013) هيَ كاتبة وَممثلة صربية، وُلدت في 14 ديسمبر 1934 في بلغراد ضمن مملكة يوغوسلافيا.
بدأت روزيكا مهنة التَمثيل في عام 1957، حيثُ عملت أكثر من 40 فيلم وعرض تلفزيوني، وسجل آخر عمل لها في عام 2011، وفي شهر أكتوبر 2010 نَشرت كِتاب «ذا باسيون فور فلاينج».
تَم تشخيص روزيكا بالإصابة بمرض الزهايمر، وتُوفيت من المَرض في 19 ديسمبر 2013 في بلغراد في صربيا، وكان عُمرها آنذاك حوالي 79 عام.

## روابط خارجية
- روزيكا سوكيتش على موقع IMDb (الإنجليزية)
- روزيكا سوكيتش على موقع ألو سيني (الفرنسية)
- روزيكا سوكيتش على موقع أول موفي (الإنجليزية)
- روزيكا سوكيتش على موقع قاعدة بيانات الأفلام السويدية (السويدية)
- روزيكا سوكيتش على موقع قاعدة بيانات الفيلم (الإنجليزية)
- روزيكا سوكيتش على موقع كينوبويسك (الروسية)